# Krasnogvardeïskaïa (métro de Moscou)
Krasnogvardeïskaïa (en russe : Красногварде́йская et en anglais : Krasnogvardeyskaya) est une station de la ligne Zamoskvoretskaïa (ligne 2 verte) du métro de Moscou, située sur le territoire du raïon Ziablikovo dans le district administratif sud de Moscou.

## Situation sur le réseau
Établie en souterrain, à 9 mètres sous le niveau du sol, la station Krasnogvardeïskaïa est située au point 0223+38 de la ligne Zamoskvoretskaïa (ligne 2 verte) entre les stations Domodedovskaïa (en direction de Khovrino) et Alma-Atinskaïa (en direction d'Alma-Atinskaïa).

## Histoire
La station Krasnogvardeïskaïa est mise en service le 7 septembre 1985, lors de l'ouverture à l'exploitation du prolongement de Orekhovo à Krasnogvardeïskaïa.